# Galium oreganum
Galium oreganum är en måreväxtart som beskrevs av Nathaniel Lord Britton. Galium oreganum ingår i släktet måror, och familjen måreväxter. Artens utbredningsområde är västra Kanada till norra Kalifornien. Inga underarter finns listade i Catalogue of Life.